# Ivan Goriouchkine-Sorokopoudov
Ivan Goriouchkine-Sorokopoudov (en russe : Иван Силыч Горюшкин-Сорокопудов), né le 5 novembre 1873, en Russie dans le village de Nachtchi, Oblast de Riazan et mort le 29 décembre 1954 dans le village d'Ivanovka, Oblast de Penza, URSS, est un peintre, graphiste et professeur de peinture russe. En 1943, il reçoit le titre d'artiste émérite de la République socialiste fédérative soviétique de Russie.

## Biographie
Ivan Goriouchkine-Sorokopoudov naît dans la famille d'un soldat et devient tôt orphelin. Il est alors élevé par de lointains parents à Saratov. Dans sa jeunesse, il travaille comme serveur sur des bateaux à vapeur parcourant la Volga. Il s'intéresse au dessin. Sur le conseil de Pavel Piassetski (ru), un voyageur qui a parcouru la Mongolie, la Chine et la Sibérie Orientale, il commence une carrière d'enseignant chez Pavel Vlassov (ru) à Astrakhan (1890—1892). Il a comme collègues Boris Koustodiev, Alexandre Vakhrameïev, Hillarion Elatontsev.
En 1902, il part poursuivre ses études à Saint-Pétersbourg et, de 1892 à 1895, il étudie à l'école de dessin de la Société impériale d'encouragement des beaux-arts. De 1897 à 1902, il continue sa formation à la Société impériale d'encouragement des beaux-arts chez Pavel Ossipovitch Kovalevski, Vassili Mate, et dans l'atelier d'Ilia Répine (1899—1902). Il étudie avec Ivan Bilibine, Boris Koustodiev, Constantin Somov, Isaak Brodsky, Fedot Sytchkov (ru). Il reçoit le premier prix de l'académie pour son tableau Derrière la clôture du domaine tranquille en 1902. Il présente son travail pour l'obtention du diplôme d'artiste intitulé Au concert à Pavlovsk en 1902. À partir de 1897, il participe à diverses expositions (notamment celles de la Société impériale d'encouragement des beaux-arts). Il collabore activement aux revues artistiques Niva, Capitale et gentilhommière (ru), etc.
Ses sujets préférés sont au début de sa carrière, la peinture historique, le portrait, le paysage (La Princesse au déjeuner, Femme du temps d'Alexis Ier dit « le Tsar très paisible » (1629-1676), Le Coin du passé, Veille de Pâques dans les temps anciens, Distribution de l'aumône dans la Sainte Russie, Pleurs de Iaroslavna). Il réalise des illustrations pour des écrivains russes : Pavel Melnikov, Dans les forêts (1909) ; Alexeï Tolstoï, Prince Serebrenni (en) (1908—10).

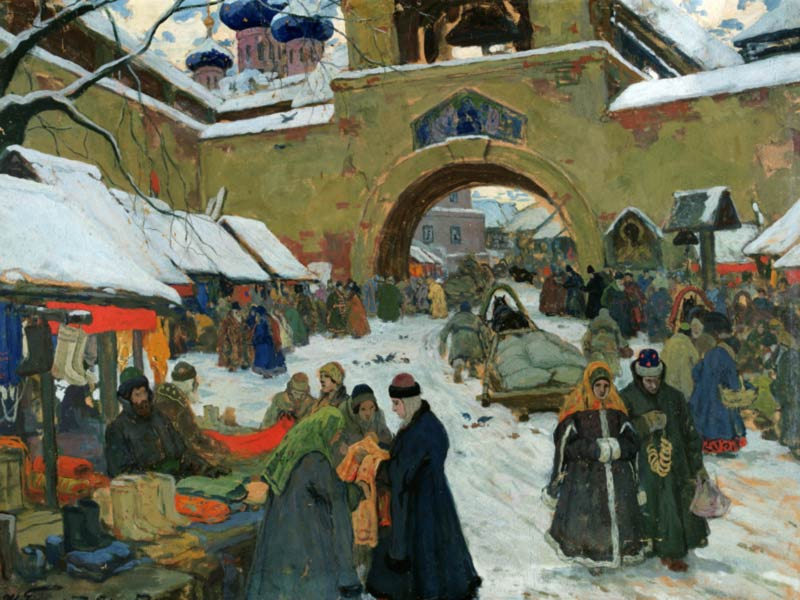
Ivan Goriouchkine-Sorokopoudov, Jour de marché dans la vieille ville. 1910

Il réalise des peintures sur la révolution de 1905-1907 : Barricades en 1905, Destruction du manoir du seigneur (1905), Prison de Chlisselbourg et une variante plus récente On amène les détenus (1932). Ensemble avec Alexandre Vakhrameïev, Nikolaï Petrov, Dmitri Kardovski et d'autres peintres, il participe à la publication de la revue Gamaïoun, interdite par la censure.
À partir de 1908, il devient professeur à l'école des beaux-arts de Penza. Il crée de grands tableaux historiques tels que : Scène du XVIIe siècle, De Siècle en Siècle, Jour de marché dans la vieille ville, Le Jugement de Dieu, et d'autres d'un genre différent : Portrait de V. V. Fomina, Portrait de femme, Portrait de mère (la mère de sa femme Claudia), Portrait de l'actrice A. N. Sobochikova-Samarina, Le Baiser, Portrait de N. V. Mansyreva, Autoportrait, Jeune fille au soleil (tous des années 1900 à 1910).
À l'époque de la Première Guerre mondiale, il crée Exploit de la sœur de miséricorde (1914—1916), On amène les prisonniers ! (1916). Dans les années qui ont suivi la révolution de 1917, il prend part à l'organisation de l'Association des artistes de la Russie révolutionnaire et Association des jeunes des artistes de la Russie révolutionnaire à Penza. Il crée aussi les portraits : Portrait de groupe des artistes de Moscou, Portrait de F. V. Sytchkova (1934), Lénine et la révolution, Lénine à la tribune, Dans la patrie du printemps, Funérailles de V. I. Lénine, L'Hiver (1936), Ivanovka (1939) et d'autres encore.
Goriouchkine-Sorokopoudov a consacré de nombreuses années à des activités pédagogiques. Il enseigne à l'école de dessin de la Société impériale d'encouragement des beaux-arts (1903-08), à l'école d'art de Penza (1908—30, 1932—54). Il devient directeur de cette école en 1942-1945, et de la galerie de peinture de Penza en 1942-1947. Il se voit décerner l'Ordre du Drapeau rouge du Travail en 1943.

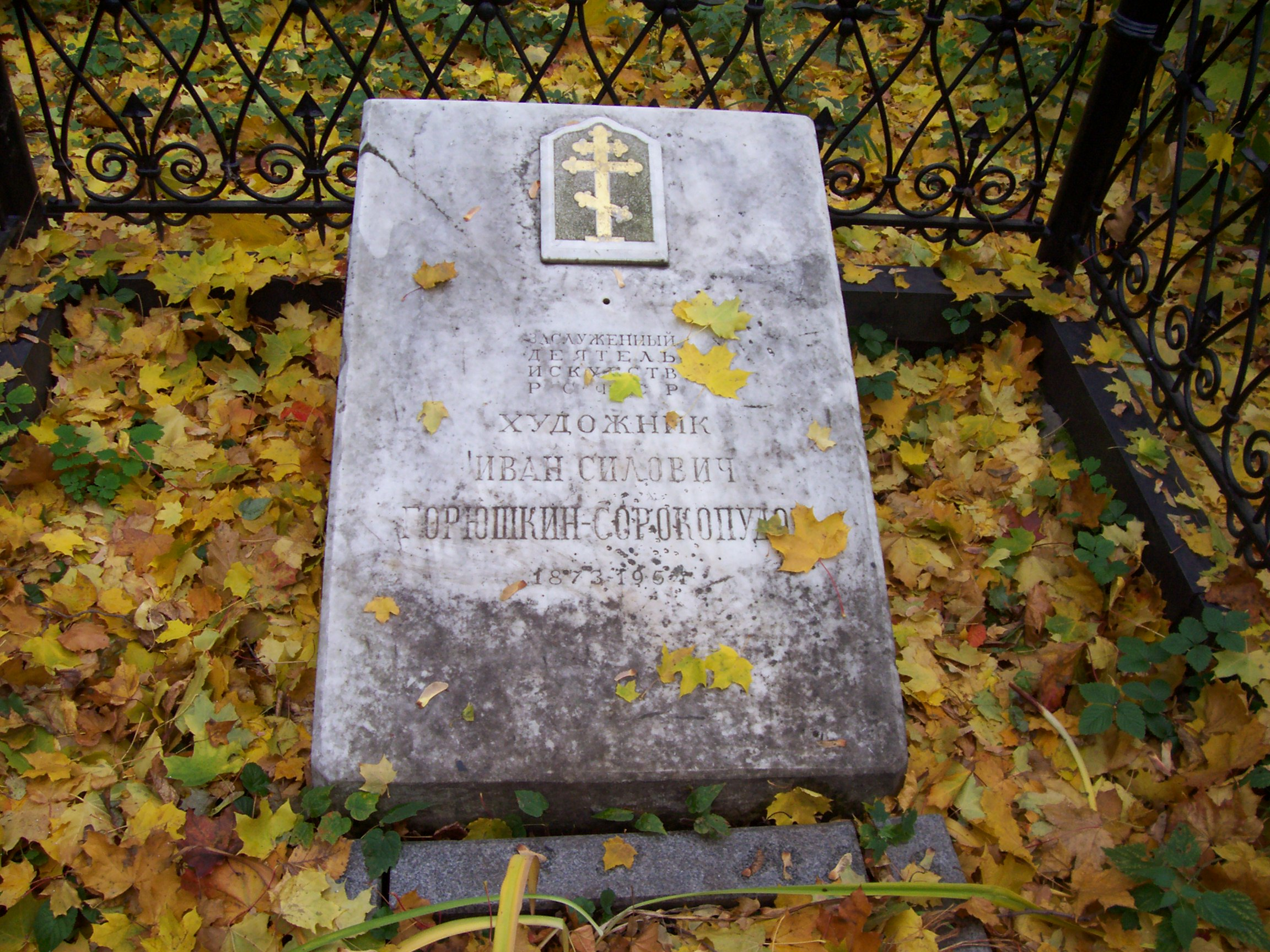
Tombe de Goriouchkine-Sorokopoudov I. S. au cimetière Mitrofanovski de Penza

Il écrit ses mémoires Années d'étude chez Ilia Répine (Héritage artistique, Moscou-Léningrad, 1949, 2 tomes Художественное наследство. Репин, Т. 2. М. — Л., 1949) et à propos de son travail à Petrograd dans les années 1920 (Goriouchkine-Sorokopoudov Ivan. Pour le réalisme - sous jugement (d'après les souvenirs de l'artiste) // Художник. 1963, № 10. p.59-63).
On trouve les œuvres de Goriouchkine-Sorokopoudov dans de nombreux musées de Russie, y compris à la galerie Tretiakov. La Galerie de peinture de l'oblast de Penza C. Savitski conserve plus de 200 de ses œuvres.
Il est enterré à Penza au cimetière Mitrofanovski, près de la tombe de Constantine Savitski. Sa tombe a conservé le statut de patrimoine culturel régional depuis 1966.
Un musée commémoratif Goriouchkine-Sorokopoudov a été créé à Penza ainsi qu'une galerie d'art depuis 1986. Une plaque commémorative est apposée sur les murs de l'école d'art de Penza dédiée à Constantine Savitski.

## Galerie

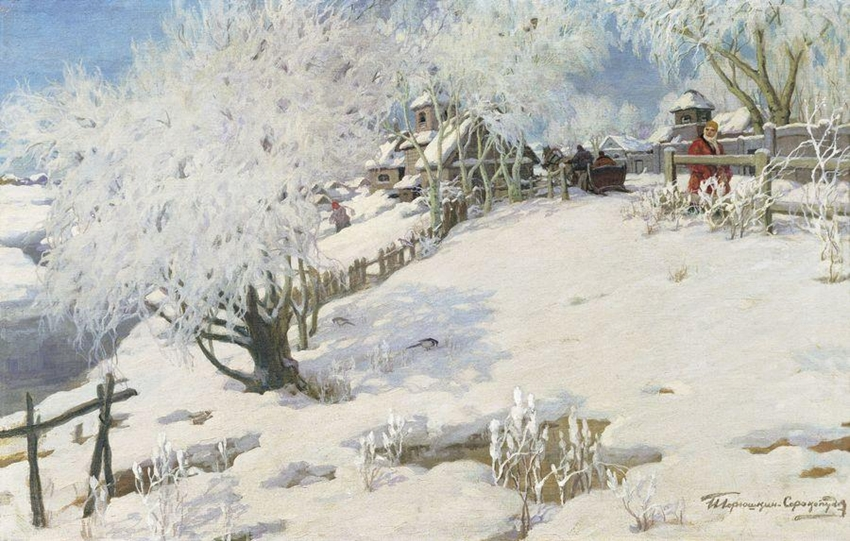
Soleil d'hiver, 1910.
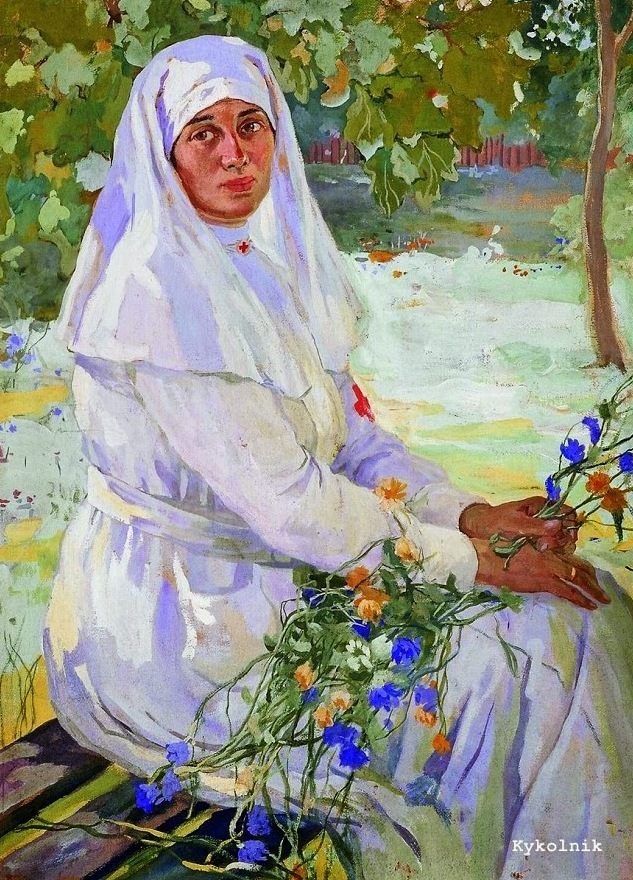
Sœur de la Miséricorde, 1910.
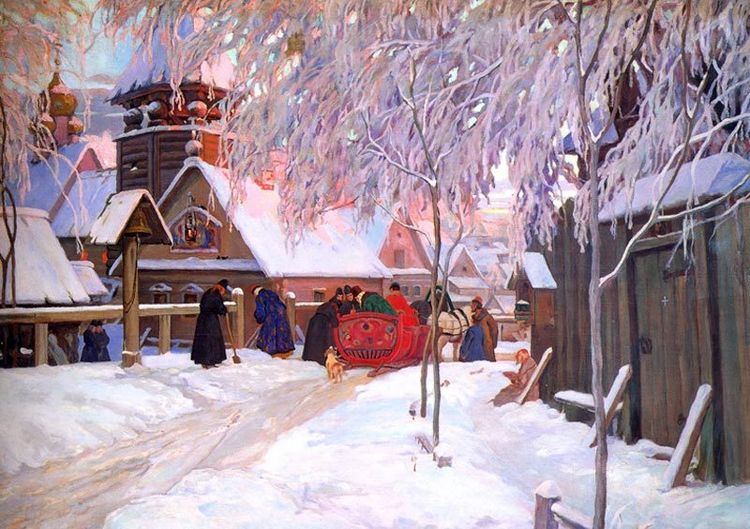
Visite du boyard au ministre, 1912.
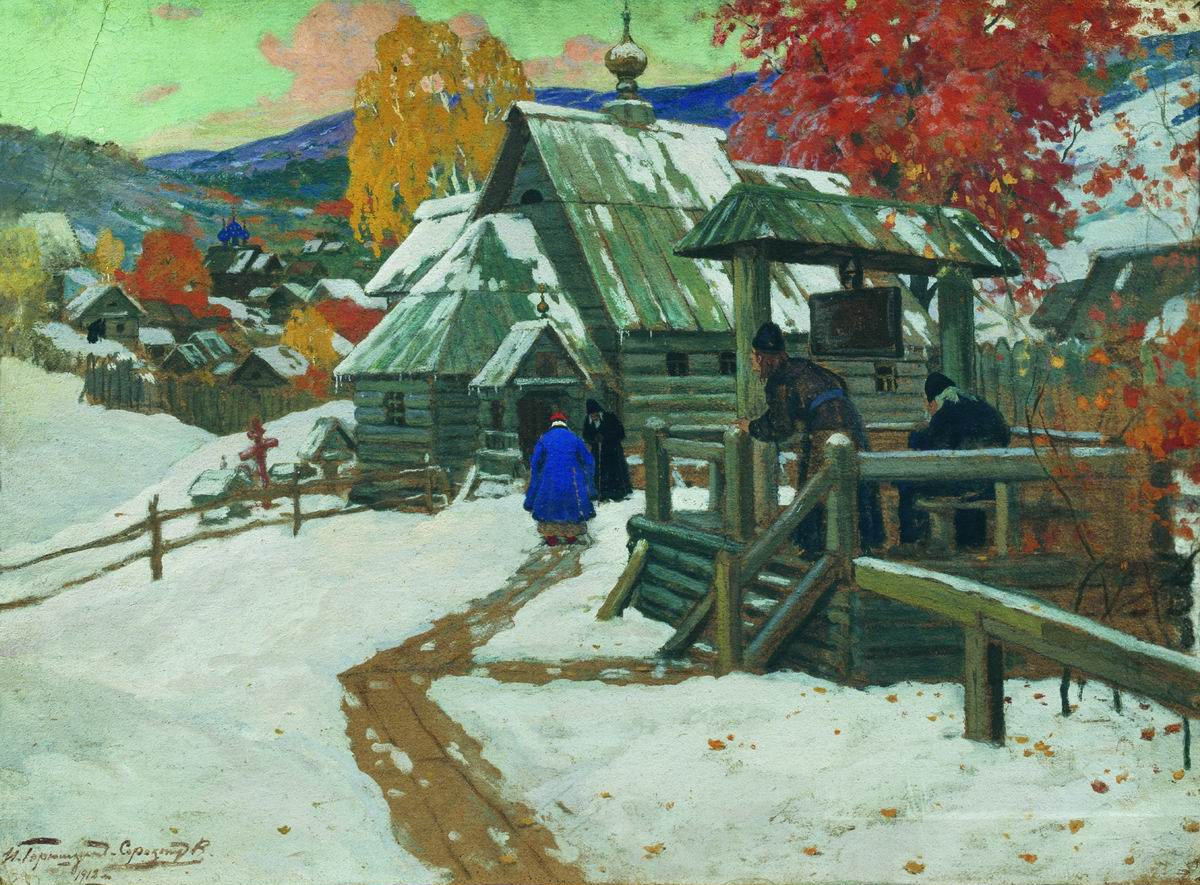
Monastère, 1912.

## Sources
- (ru) Нехорошев Ю. На переднем крае борьбы 20-х годов // Художник. — 1963. — № 10. — P.58-59.
- (ru) Горюшкин-Сорокопудов И. С. За реализм — под суд (из воспоминаний художника) // Художник. — 1963. — № 10. — P.59-63.
- (ru) Нехорошев Ю. Горюшкин-Сорокопудов И. С. — Leningrad, 1968.